# Elisabeth Bik
Elisabeth Bik (ur. w 1966 w Goudzie w Holandii) – mikrobiolożka holenderska znana jako „tropicielka oszustw naukowych”. Odkryła i ujawniła setki przekłamań i tysiące błędów w publikacjach naukowych, głównie w postaci cyfrowo retuszowanych zdjęć dokumentujących wyniki eksperymentów.

## Wczesne życie i edukacja
Dorastała w Goudzie, gdzie jej ojciec prowadził z pomocą jej matki praktykę lekarską. Ma dwójkę rodzeństwa. W dzieciństwie lubiła godzinami obserwować i rozpoznawać gatunki ptaków, i chciała zostać ornitolożką. Kolekcjonowała tysiące figurek i zabawek, które posiada do dziś, i które zinwentaryzowała w arkuszu kalkulacyjnym. Jak mówi, radziła sobie z puzzlami „przeciętnie”, ale odkąd pamięta zwracała silną uwagę na powtarzające się wzory, np. kafelków na ścianach.
Studiowała biologię na uniwersytecie w Utrechcie. Wyszła za mąż za inżyniera optycznego; gdy zdobył on w 2001 pracę w Dolinie Krzemowej, przeniosła się z nim do Kalifornii. Opisuje siebie i męża jako introwertyków, którzy nie lubią wychodzić z domu i wolą zajmować się swoimi pracami naukowymi.

## Kariera
Ukończyła doktorat z mikrobiologii w Rijksinstituut voor Volksgezondheid en Milieu na uniwersytecie w Utrechcie; jej praca dyplomowa była poświęcona bakteriom cholery. Spędziła cztery lata pracując jako mikrobiolożka w laboratorium klinicznym szpitala w Nieuwegein. W 2001 przeniosła się w związku z karierą męża do Kalifornii, gdzie podjęła pracę w szkole medycznej Uniwersytetu Stanforda. Zajmowała się tam badaniem mikrobiomu u ludzi i ssaków morskich, publikując kilkadziesiąt własnych badań, i angażowała w popularyzację nauki. Prowadziła zakładowy newsletter opisujący nowe badania z jej dziedziny, co w maju 2014 przekształciła w publiczny blog Microbiome Digest. Opuściła Stanford po piętnastu latach i między 2016–2019 pracowała w dwóch kalifornijskich startupach zajmujących się mikrobiomem człowieka (uBiome i, jako dyrektorka naukowa, w Astarte Medical). W marcu 2019 odeszła z tej pracy, żeby przez „co najmniej rok” poświęcić się prywatnie w pełni kwestii błędów naukowych. Jest zatrudniania jako konsultantka przez wydawnictwa i instytucje naukowe, oraz odbiera wsparcie finansowe na platformie crowdfundingowej Patreon.

### Poszukiwanie oszustw naukowych
W czerwcu 2013, prześledziwszy dyskusje medialne o nieuczciwości naukowej i tzw. kryzysie replikacji, wyszukała w Google Scholar przypadkowe zdanie z jednej ze swoich prac i trafiła natychmiast na jej plagiat w cudzej książce. Jak powiedziała, „to był zbieg okoliczności; gdybym wybrała inny fragment, być może nie znalazłabym niczego i moje życie wyglądałoby dziś zupełnie inaczej”. Sprawdzając inne zdania z książki, znalazła 18 fragmentów skopiowanych z innych źródeł. Zaczęła w wolnym czasie szukać plagiatów dowolnych autorów, i trafiała na kolejne przypadki, w tym w szanowanych czasopismach. W styczniu 2014 zauważyła powtarzające się elementy na zdjęciach w pracy dyplomowej opublikowanej jako dwa artykuły naukowe, co przykuło jej zainteresowanie. W jej ocenie, potencjalne fałszowanie danych – takich jak fotograficzna dokumentacja eksperymentów – jest gorszym zarzutem niż plagiaty. Zaczęła przeglądać recenzowane naukowo teksty biomedyczne w PLOS One, i ku swojemu zaskoczeniu w ciągu jednego wieczora i tam znalazła garść zmanipulowanych ilustracji – co jak mówi, stało się dla niej „uzależniające”. Ma do tego – jak piszą współpracownicy i komentatorzy – niezwykły talent, rozpoznając złożone edycje obrazów, takie jak rotacje, zmiany barw czy klonowanie. Według niej, „po części to zdolność, ale po części doświadczenie. Wiem czego i gdzie szukać.”. Zaznacza, że nie ma fotograficznej pamięci, i ma problemy z rozpoznawaniem twarzy.

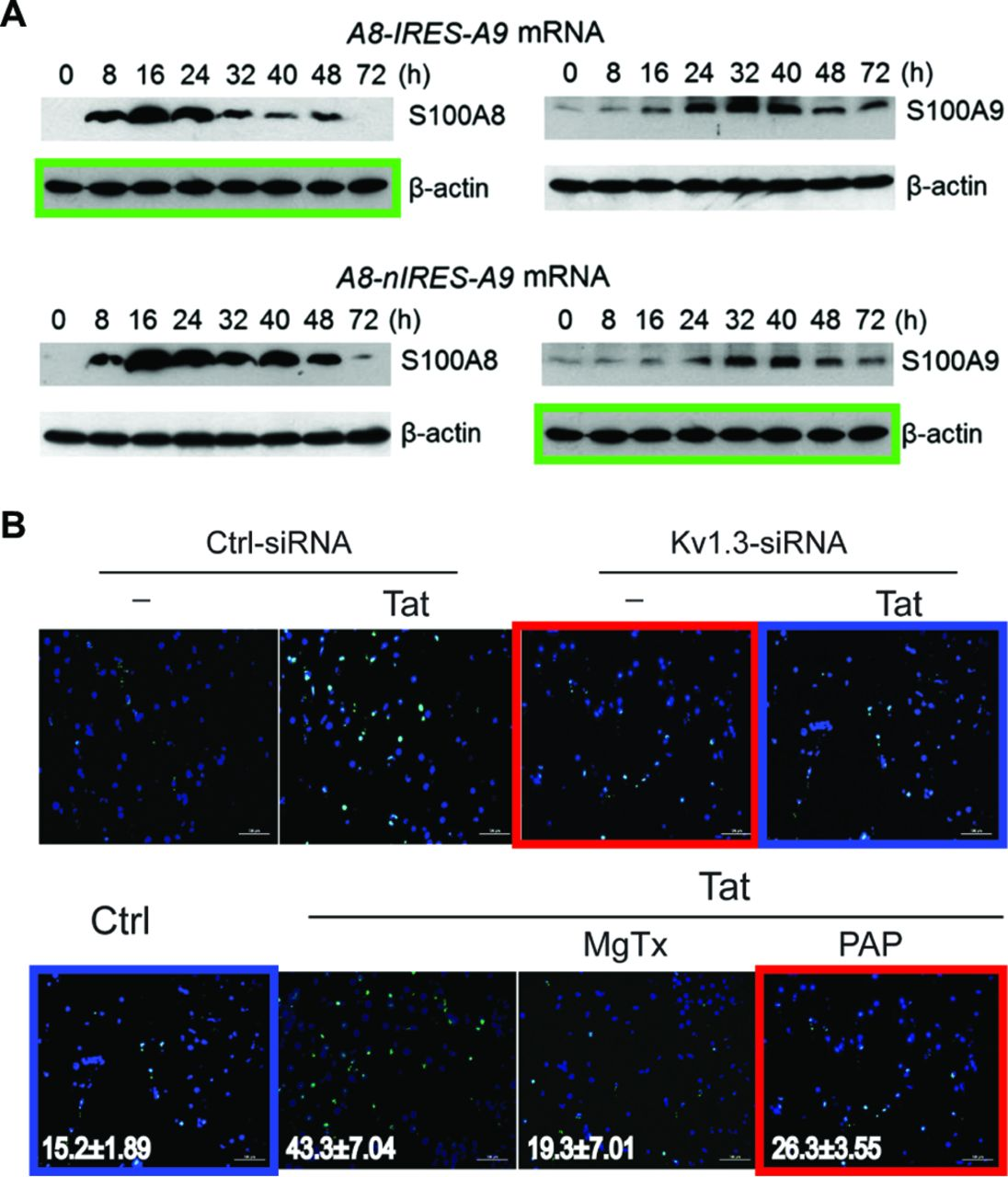
Ilustracja z artykułu zespołu Bik z 2016, przedstawiająca przykłady prostych powtórzeń (podkreślonych barwnymi prostokątami) obrazków przypisanych do różnych grup eksperymentalych w badaniu mikrobiologicznym. Zespół zaznaczył, że te duplikacje mogły być „niewinnymi pomyłkami przy składzie tekstu”, a do ich źródeł wydano już erraty.

Jej zainteresowanie ilustracjami przeszło w intensywne hobby, a potem w pełnowymiarowy projekt badawczy. Jak wspomina, przeglądała tysiące artykułów i znajdywała setki problemów. Zaznacza, że nie zarzuca automatycznie złej woli autorom, do których tekstów ma wątpliwość, ale oczekuje co najmniej wyjaśnień. Niektóre powtórzenia mogą być jej zdaniem niewinnymi pomyłkami – ale silnie zmodyfikowane zdjęcia określa jako bardzo podejrzane. Początkowo kierowała swoje wątpliwości prywatnie do autorów i redakcji czasopism, które jednak rzadko reagowały na próby kontaktu, i czasem po pierwszej odpowiedzi nic więcej się nie działo. Zdecydowała się publikować swoje odkrycia, początkowo anonimowo, na powstałej w 2013 platformie internetowej do otwartej recenzji naukowej PubPeer. Nawiązała współpracę z Ferricem Fangiem i Arturo Casadevallem, mikrobiologami także zajmującymi się metodologiczną krytyką badań, aby podejrzenia weryfikował niezależnie zespół osób. Przedstawiając się, wysłała im informacje o błędnych ilustracjach w czasopismach, w których redakcji naczelnej zasiadali. Zespół opublikował w 2016 wyniki przeglądu ilustracji z 20621 artykułów w 40 czasopismach naukowych, z wydań między 1995–2014. 3.8% (782) artykułów z tej próby okazało się problematycznych, w około połowie w stopniu sugerującym raczej zamierzone manipulacje. Szacunkowo, Bik poświęciła kilka minut na jeden artykuł. Fang stwierdził o jej zdolnościach: „Czasami wydają mi się prawie magiczne”. Podobną opinię przedstawił Nosek. Do 2021 ok. 10% tekstów wskazanych w pracy z 2016 zostało wycofanych przez redakcje, 30% poprawionych, a w 60% przypadków nie było widocznej reakcji. Niektóre przypadki wycofania zajęły redakcjom kilkadziesiąt miesięcy, co np. redaktor PLOS One tłumaczył przeciążeniem małego zespołu pracą. Jak opisywał Fang, w niektórych przypadkach regulamin czasopism zakłada ponadto kilkuletni okres przedawnienia, po którym podejrzenia nadużyć nie są rozpatrywane. Kontaktowane organizacje zawodowe i naukowe także okazywały się powolne. Zespół kontynuował prace, i opublikował w 2018 kolejny przegląd 960 artykułów w „Molecular and Cellular Biology”, wskazujący na 59 nowych podejrzeń, które doprowadziły w ciągu następnych miesięcy do co najmniej 41 korekt i 5 wycofań.
Jak mówi Bik: „wcześniej raczej bezkrytycznie ufałam publikacjom naukowym, jak chyba większość naukowców. (…) Nie chcę aby społeczeństwo myślało, że cała nauka jest oszustwem. 99% naukowców jest bardzo uczciwych i pracowitych, wszystkim zdarzają się błędy, ale mamy dobre intencje.” Jej zdaniem jednak, oszustwa i nadużycia rzadko spotykają się z dużymi konsekwencjami, zaznacza też, że jej celem nie jest piętnowanie jednostek, lecz wkład w poprawę całej nauki.
W 2019 zdecydowała się poświęcić w pełni analizie ilustracji naukowych i odejść z dotychczasowej pracy. Aktywnie publikuje swoje podejrzenia na blogu Science Integrity Digest, na Twitterze (w którym umieszcza niekiedy obrazki dla czytelników jako zagadki do rozwiązania, i gdzie obserwowało ją w 2021 ponad 100 tys. kont) i na platformach otwartej recenzji jak PubPeer, gdzie w 2021 była najaktywniejszą nieanonimową użytkowniczką. Do 2021 ogłosiła podejrzenia wobec ponad 4900 publikacji, a jej prace doprowadziły do wycofania co najmniej 594 artykułów (w tym z „Nature” i „Science”), 474 korekt i 74 redakcyjnych oznaczeń „sygnalizujących niepokój”. Zdobyła renomę w świecie nauki jako „tropicielka oszustw naukowych”. Prowadzi te działania bez zorganizowanego wsparcia instytucjonalnego, i nie ukrywając swojej tożsamości. Cytowane m.in. w „The Guardian” osoby ze środowiska naukowego nazwały ją „bohaterką”, ponieważ jej praca nie mieści się w typowej, wynagradzanej karierze naukowej i ściąga na nią wiele ataków, w tym, jak mówi, konflikty edycyjne w jej biogramie na anglojęzycznej Wikipedii. Według relacji z „Nature”, w ciągu jednego pełnego dnia jest w stanie sprawdzić ok. 100 publikacji. Poza dziedzinami mikrobiologii i medycyny, wykryła edycje m.in. w dokumentacji prac archeologicznych, oraz w zdjęciach astronomicznych i przyrodniczych w „National Geographic”. Nadal komentuje też merytoryczną wartość badań i komercyjnych produktów związanych z mikrobiomem.

#### Fabryki artykułów naukowych (research paper mills)
Bik zaangażowała się między innymi w tropienie „fabrycznej” produkcji niskiej jakości artykułów, z licznymi plagiatami, powtórzeniami, niedbałościami i przesłankami manipulacji w tzw. fabrykach artykułów naukowych (ang. paper mills, dosł. „papierniach”). Uczestniczyła w pracach w większości anonimowego zespołu, który wskazał ponad 1300 publikacji jako rezultat takiego „masowego” procesu, co doprowadziło do wycofania lub oznaczenia jako podejrzane ok. 26% z nich. Wiele przypadków pochodziło z Chin i dotyczyło medycyny, m.in. onkologii, co sprawozdania „Nature”, czy „Wall Street Journal”, wiązały z tamtejszą formą „punktozy” – obowiązku wykonania minimum publikacji, branego pod uwagę w ocenie zawodowej lekarzy. Chińskie oraz międzynarodowe środowiska naukowe i medyczne nawoływały w następstwie do reform, które miałyby przeciwdziałać temu zjawisku.

#### Sprawa Xuteao
W listopadzie 2019 ujawniła problemy w artykułach współautorstwa Cao Xuteao, immunologa i prezydenta Nankai University w Tiencinie, oraz lokalnego orędownika o uczciwość i jakość nauki, co poskutkowało ogłoszeniem dochodzenia przez chińskie Ministerstwo Edukacji. Zespoły odpowiedzialne za kwestionowane publikacje udostępniły oryginalne dane, i większość błędów wyjaśniono jako niezamierzone pomyłki, do których wydano następnie korekty. W styczniu 2021 dochodzenie wycofało wobec Xuetao zarzuty poważnych nadużyć, jednak ze względu na niedbałość odebrano mu na rok m.in. prawo do występowania o dofinansowanie publiczne. Zdaniem Bik, sprawa nie ograniczała się jednak do niewinnych pomyłek i oficjalna ocena była zbyt łagodna.

#### Sprawa hydroksychlorochiny
W 2020 znalazła problemy metodologiczne w artykułach współtworzonych przez Didiera Raoulta, francuskiego mikrobiologa promującego wówczas swoje badanie sugerujące skuteczność hydroksychlorochiny (HCQ) w leczeniu COVID-19. Raoult był dyrektorem dużego francuskiego szpitala klinicznego, oraz laureatem prestiżowej francuskiej nagrody naukowej m.in. za opisanie bakterii Raoultella i wirusa Mimivirus. Jest aktywny w tradycyjnych i społecznościowych mediach; jego doniesienia związane z HCQ wiązały się z występami w TV, w tym ze spotkaniem z prezydentem Macronem. Badanie zespołu Raoulta z marca 2020 spowodowało, że m.in. prezydenci Trump i Bolsonaro promowali tę substancję jako efektywne i bezpieczne lekarstwo na COVID-19. Bik wskazała później także m.in. na wizualnie powtarzające się wzory relacji zmiennych, nasuwające podejrzenia że dane były duplikowane, i znalazła problemy w 62 artykułach autorów z tego zespołu. Razem z Hervé Seitzem opublikowała listę potencjalnych nieprawidłowości w pracy Raoulta. W międzyczasie znalazła też błędy w niektórych pracach krytycznych wobec takiego stosowania HCQ, i u związanych z nimi autorów. Między Bik a Raoultem wywiązały się kłótnie w mediach tradycyjnych i społecznościowych; nazwał ją w wywiadzie telewizyjnym „wariatką” prowadzącą „paranoiczne nagonki” a jego współautor porównał Bik do żuka gnojowego; razem zagrozili jej procesami sądowymi. Według relacji np. „The Guardian”, zwolennicy profesora „bombardowali” ją w mediach społecznościowych setkami agresywnych wiadomości tygodniowo, zawierających oskarżenia o korupcję i groźby, oraz publikując jej adres zamieszkania. Zespół Raoulta złożył jednak korektę jednej, i retrakcję innej publikacji spośród wskazanych przez Bik; badacz został też wezwany do złożenia wyjaśnień przed francuskim Senatem, a prowadzony przez niego szpital ogłosił, że zatrudni na jego stanowisko inną osobę w 2022. Według relacji Kubiaka, „dzisiaj już wiemy na pewno, że [Raoult] oszukiwał” w sprawie HCQ, m.in. dzięki nieudanym próbom powtórzenia jego wyników w standardzie randomizowanych badań kontrolnych. Także np. tekst z „Nature” stwierdza, że nieefektywność HCQ została udowodniona. Po złożeniu przez prawników związanych z zespołem Raoulta w kwietniu 2021 wniosku do prokuratury zarzucającego Bik nękanie i próby szantażu, w jej obronie stanęło kilkanaście organizacji naukowych i tysiące naukowców.

#### Inne rezultaty
W listopadzie 2020 „Science” wycofało na życzenie autorów opublikowany w 2007 artykuł, którego współautorem był R. Plasterk, biolog i wieloletni minister w holenderskim rządzie, ze względu na wskazane pięć lat wcześniej przez Bik sklonowane fragmenty zdjęć.
W maju 2021, w rezultacie wątpliwości wywołanych przez analizy Bik, do dymisji podał się znany profesor nanomedycyny i inżynierii chemicznej z Northeastern University w Bostonie. Zrezygnował także z zasiadania w redakcji naczelnej założonego przez siebie czasopisma „International Journal of Nanomedicine”. Do tego czasu 8 z 69 kwestionowanych artykułów jego autorstwa zostało już wycofanych. Według profesora, wewnętrzne dochodzenie oczyściło go z bezpośrednich zarzutów.
W czerwcu 2021 amerykańska firma farmaceutyczna Athira Pharma zawiesiła na stanowisku prezeskę i współzałożycielkę, Leen Kawas, po tym jak jej prace z czasu studiów doktoranckich zostały zakwestionowane m.in. przez Bik. W następnych dniach notowania giełdowe spółki załamały się o 40% i nie odzyskały wartości do października 2021. Firma ogłosiła wtedy wyniki wewnętrznego dochodzenia, które konkludowało, że Kawas dopuściła się oszustw naukowych; ogłoszono także, że opuściła ona posadę.
Pod wpływem prac Bik, wydawcy czasopism naukowych tacy jak Elsevier, JAMA, Wiley i Springer Nature przygotowywali w 2020–2021 wprowadzenie nowych standardów oceny ilustracji w ramach recenzji naukowej, co wcześniej było stosowane jedyne sporadycznie i wyrywkowo. Wewnętrzne dochodzenia w sprawie autorów podejrzanych publikacji podjął m.in. Uniwersytet Nowej Południowej Walii, czy Shanxi Medical University. Bik udostępniła też swoją bazę ilustracji programistom, którzy próbują zautomatyzować analizę obrazów z artykułów naukowych.

### Wyróżnienia
Bik otrzymała nagrodę Peter Wildy Prize 2021 od brytyjskiego Microbiology Society. Uhonorowano ją też nagrodą John Maddox Prize 2021, nadawaną przez „Nature” i organizację Sense About Science. Jest zapraszana do mediów, oraz na występy publiczne i konferencje, co jak mówi sprawia jej przy introwertyzmie trudność.